# GSC1876-1761
GSC1876-1761 — хімічно пекулярна зоря спектрального класу A3, що має видиму зоряну величину в смузі V приблизно 11,4.